# Avenida del Obispo Quesada
La avenida del Obispo Quesada es una vía pública de la ciudad española de Segovia.

## Descripción
La vía nace de la glorieta Domiciano Monjas Sacerdote, en la que confluyen las calles de José Zorrilla y de la Amapola y el paseo del Conde de Sepúlveda, y discurre hasta fundirse con la carretera que conduce hacia Villacastín. Conocida en el pasado como «avenida de la Estación», honra con el título actual a José Ramón Quesada y Gascón, obispo de la ciudad desde 1898 hasta su fallecimiento dos años más tarde. Aparece descrita en Las calles de Segovia (1918) de Mariano Sáez y Romero con las siguientes palabras:

Obispo Quesada (Avenida del).—En el espacio de la antigua carretera de San Rafael, pasando por Riofrío, hoy carretera a Villacastín, y nombrada antes Avenida de la Estación. Es una amplia avenida con dos paseos laterales que conducen a la Estación, que se levanta en lo que antes se llamaba Cerro de la Horca y con todo el movimiento de viajeros, mozos y carruajes, peculiar de estos sitios. A su comienzo se halla el fielato para la recaudación del impuesto de consumos de los artículos gravados que se introducen en la población por esta parte. [...] Es recuerdo el nombre de este paseo del Obispo de esta Ciudad, D. José Ramón Quesada y Gascón, de buenas iniciativas, emprendedor, caritativo, que mejoró algunas iglesias y que rigió esta Diócesis desde 1898 hasta 1900 en que murió en La Matill, en su visita pastoral.
(Sáez y Romero, 1918, pp. 122-123)